# Živinice Donje
Živinice Donje (en cyrillique : Живинице Доње) est une localité de Bosnie-Herzégovine. Elle est située dans la municipalité de Živinice, dans le canton de Tuzla et dans la fédération de Bosnie-et-Herzégovine. Selon les premiers résultats du recensement bosnien de 2013, elle compte 2 311 habitants.

## Géographie
La localité est située à l'ouest de Živinice, à la confluence de la rivière Oskova et de la Spreča (un affluent de la Bosna).

## Démographie

### Évolution historique de la population dans la localité
| 1948 | 1953 | 1961  | 1971  | 1981  | 1991  | 2013  |
| ---- | ---- | ----- | ----- | ----- | ----- | ----- |
| -    | -    | 1 576 | 2 129 | 2 493 | 3 070 | 2 311 |

|  |